# Podocarpus costaricensis
Podocarpus costaricensis — вид хвойних рослин родини подокарпових.

## Поширення, екологія
Країни поширення: Коста-Рика. Росте в низовині і нижньогірських тропічних дощових лісах на висотах між 70 м і 1700 м над рівнем моря. Його поширення і екологія залишаються мало відомі, так як вид був описаний у 1990 році.

## Використання
Економічне використання не зафіксовано для цього виду.

## Загрози та охорона
Цей вид не записаний з природоохоронних територій.